# Fredericksburg (Virginie)
Pour les articles homonymes, voir Fredericksburg, Fredericks (homonymie) et Burg.
Fredericksburg est une ville indépendante des États-Unis située au Nord-Est de la Virginie, à 80 kilomètres au sud de Washington DC, et 87 kilomètres au nord de Richmond (Virginie). Elle compte 26 969 habitants (estimation 2015). Le Bureau of Economic Analysis combine la ville de Fredericksburg avec le comté de Spotsylvania pour des raisons statistiques. Fredericksburg fait partie de l’aire métropolitaine de Washington.

## Histoire
Située sur le fleuve Rappahannock, Fredericksburg fut, pendant l’époque coloniale, la dernière ville avant les territoires indiens. Le capitaine John Smith explora la région de Fredericksburg dès 1608. L’assemblée législative de Virginie établit un fort sur la Rappahannock dès 1676, non loin de la ville actuelle. En 1714, le gouverneur Alexander Spotswood encouragea l’installation de colons allemands à Germanna sur la Rapidan, un affluent de la Rappahannock, en amont du site de Fredericksburg. Il mena une expédition au-delà des Blue Ridge Mountains vers l’ouest, en 1716. Alors que la pression démographique augmentait sur la frontière, l’assemblée coloniale de Virginie créa un nouveau comté, celui de Spotsylvania en 1720 et établit le port de Fredericksburg en 1728. Baptisée en l’honneur de Frederick, prince de Galles, fils du roi George II, les rues de la cité portent les noms des membres de la famille royale d'Angleterre. La cour du comté fut installée à Fredericksburg en 1732 et la ville fut siège du comté jusqu’en 1780. La ville fut officiellement incorporée comme town, avec un conseil et un maire en 1781. Elle reçut une charte la dotant du statut de ville indépendante en 1879. La municipalité adopta son organisation politique actuelle en 1911.
En 1738, la famille Washington s’installa à Ferry Farm dans le comté de Stafford, sur la Rappahannock River en face de Fredericksburg. Mary, la mère du premier président américain George Washington, vécut à Fredericksburg, et sa sœur Betty à Kenmore, sur une plantation qui était alors à l’extérieur de la ville. Les généraux américains Hugh Mercer et George Weedon, le héros de la guerre d’indépendance John Paul Jones, et le futur président américain James Monroe furent des résidents notables de Fredericksburg.

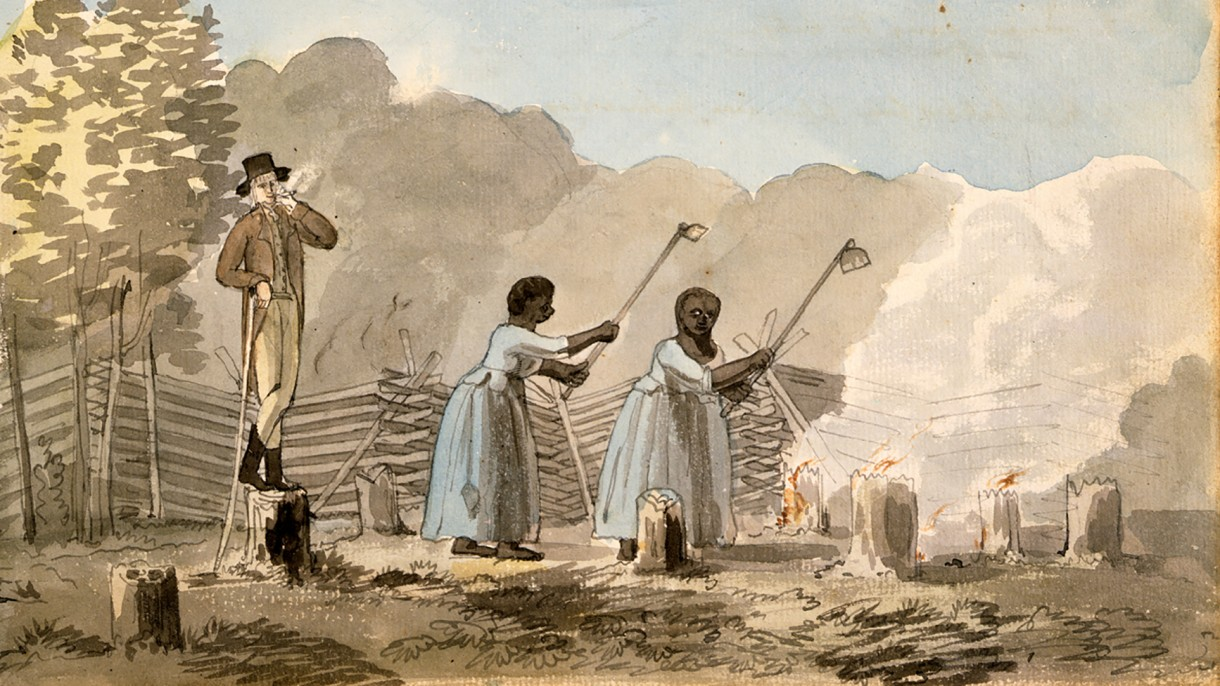
Plantation esclavagiste près de Fredericksburg, vers 1798.

La ville dut son développement à la présence d’esclaves noirs qui travaillaient dans les plantations de la région, mais aussi dans le port et les ateliers de Fredericksburg. Au XIXe siècle, la ville se dota d’infrastructures de transport pour maintenir son rôle commercial : ainsi, des routes furent construites et un canal fut aménagé sur la Rappahannock. Vers 1837, une ligne de chemin de fer orientée nord-sud, qui devint par la suite la Richmond, Fredericksburg and Potomac Railroad, la reliait à la capitale de l’État, Richmond. Une autre ligne dirigée vers les régions agricoles de l’ouest fut achevée après la Guerre de Sécession.

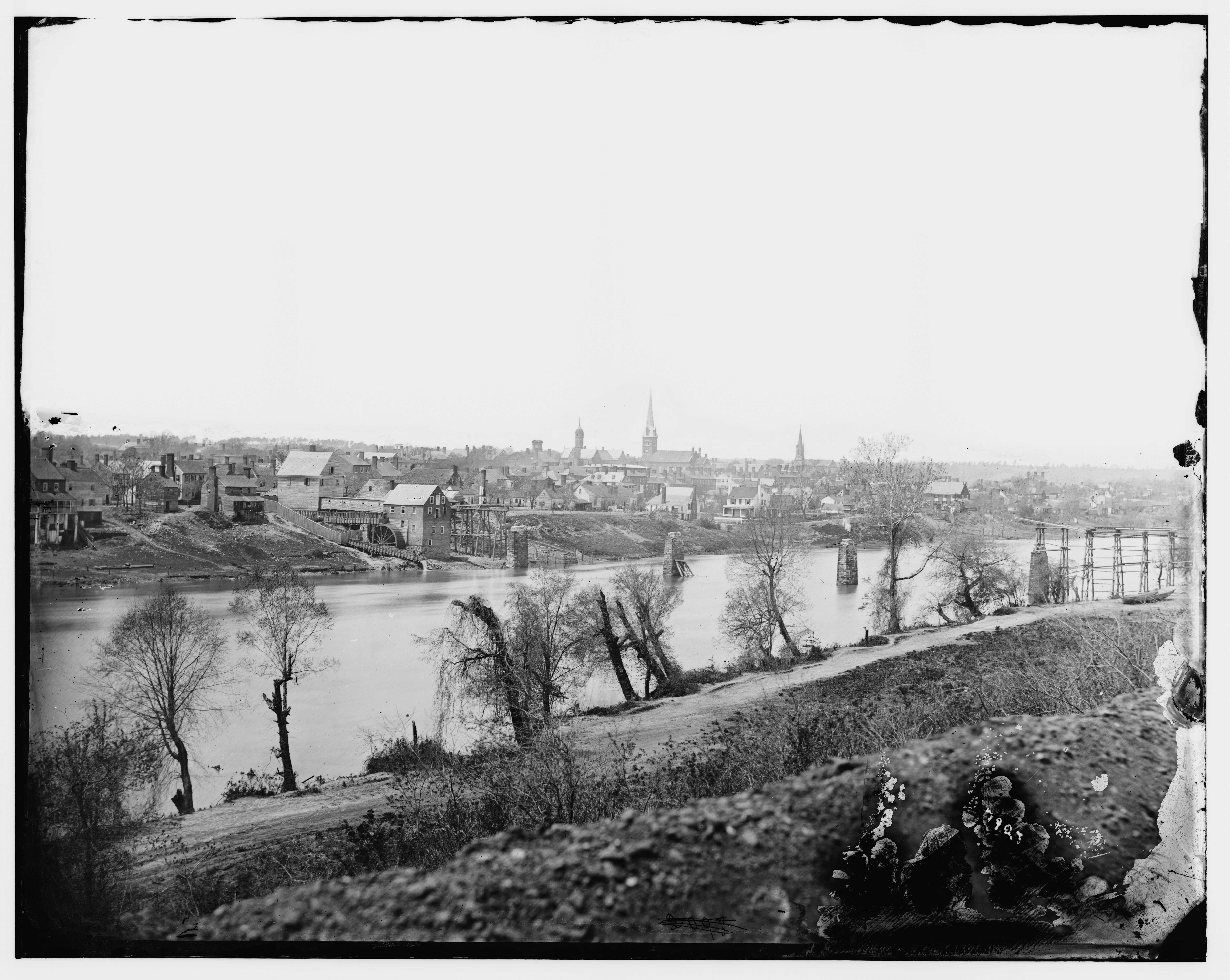
Fredericksburg, en mars 1863. Vue de la Rappahannock et du centre-ville

Fredericksburg eut une importance stratégique considérable pendant la Guerre de Sécession, en raison de sa situation entre Washington et Richmond, les deux capitales ennemies. En décembre 1862, pendant la bataille de Fredericksburg, la ville fut bombardée et vit la défaite des armées de l’Union. En avril-mai 1863, la bataille de Chancellorsville eut des développements dans la ville. En mai 1864, la bataille de Wilderness et la bataille de Spotsylvania Court House se déroulèrent non loin de là. Après la guerre de Sécession, la vie retrouva lentement sa prospérité économique. L’université de Mary Washington fut fondée en 1908 et fut associée pendant longtemps à l’université de Virginie. Elle s’ouvrit aux garçons en 1970.
Aujourd’hui, Fredericksburg se trouve au cœur d’une région dynamique. Après des années de suburbanisation, le centre-ville retrouve son attractivité grâce à son quartier historique d’une quarantaine de blocs où subsistent 350 bâtiments des XVIIIe et XIXe siècles. Le plus ancien bâtiment du centre-ville date de 1737.

## Géographie
Selon le Bureau du recensement des États-Unis, la ville s’étend sur 27,2 km2. Elle se trouve à cheval sur les régions du Piedmont et de Tidewater, sur la Ligne des cataractes (Fall line) comme le montre la Rappahannock. Elle est située au Nord-Est de la Virginie, à 80 kilomètres au sud de Washington DC, et 87 kilomètres au nord de Richmond (Virginie). Les principales routes sont l'US-1, l'US-17 et l'I-95. Ses limites sont la Rappahannock River au nord et à l’est, le comté de Stafford et le comté de Spotsylvania au sud et à l’ouest.
Fredericksburg possède un climat subtropical humide (Cfa dans la classification de Köppen) : les étés sont chauds et humides, les hivers sont assez froids avec quelques précipitations neigeuses. L’amplitude thermique entre l’hiver et l’été est importante.
| Mois                              | jan. | fév. | mars | avril | mai  | juin | jui. | août | sep. | oct. | nov. | déc. | année   |
| --------------------------------- | ---- | ---- | ---- | ----- | ---- | ---- | ---- | ---- | ---- | ---- | ---- | ---- | ------- |
| Température minimale moyenne (°C) | −5,8 | −4,8 | 0,4  | 4,8   | 10,7 | 15,4 | 18,1 | 17,2 | 13,2 | 6,3  | 1,3  | −3,2 | 6,1     |
| Température moyenne (°C)          | 0,4  | 1,9  | 7,4  | 12,3  | 17,8 | 22,5 | 24,8 | 24   | 20,2 | 13,8 | 8,3  | 2,9  | 13      |
| Température maximale moyenne (°C) | 6,6  | 8,4  | 14,3 | 19,8  | 24,9 | 29,5 | 31,7 | 30,7 | 27,2 | 21,3 | 15,2 | 9,1  | 19,9    |
| Précipitations (mm)               | 79   | 74,2 | 90,2 | 77,5  | 97,8 | 85,1 | 92,7 | 91,7 | 88,6 | 87,1 | 85,3 | 83,6 | 1 032,8 |

## Démographie
| Groupe :    | Fredericksburg | Virginie | États-Unis |
| Blancs      | 74,9           | 73,2     | 80,1       |
| Noirs       | 20,1           | 19,9     | 12,8       |
| Asiatiques  | 2,2            | 4,8      | 4,4        |
| Métis       | 2,4            | 1,6      | 1,6        |
| Autres      | 0,8            | 0,5      | 0,1        |
| Hispaniques | 7,2            | 6,6      | 14,7       |

Fredericksburg comptait 19 284 habitants en 2000 ; 22 818 habitants en 2008 ; 26 969 habitants en 1915.
21,8 % de la population a moins de 18 ans, 14,8 % a plus de 65 ans (2007). 5,5 % des habitants sont nés à l’étranger et 9,6 % parlent une autre langue que l’anglais à la maison (2000). 13 % des personnes vivent sous le seuil de pauvreté (2007).

## Lieux intéressants
- Carl's Ice Cream, glacier depuis 1947
- Fredericksburg Area Museum and Cultural Center
- Ferry Farm
- Fredericksburg and Spotsylvania National Military Park
- James Monroe Museum and Memorial Library : situé dans le centre historique de Fredericksburg, l’endroit conserve 1 600 objets et 10 000 documents en relation avec le cinquième président américain[5]. Le plus ancien bâtiment date de 1816. James Monroe vécut à Fredericksburg de 1786 à 1789, période pendant laquelle il fit partie du conseil de la ville et représenta le comté de Spotsylvania à la convention de Virginie pour la ratification de la constitution américaine.

- Old Mill Park

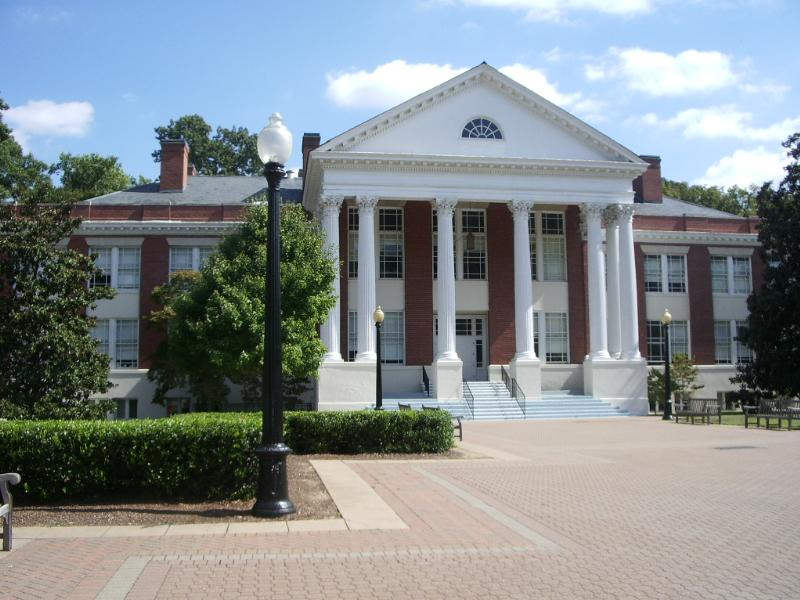
Monroe Hall, université de Mary Washington

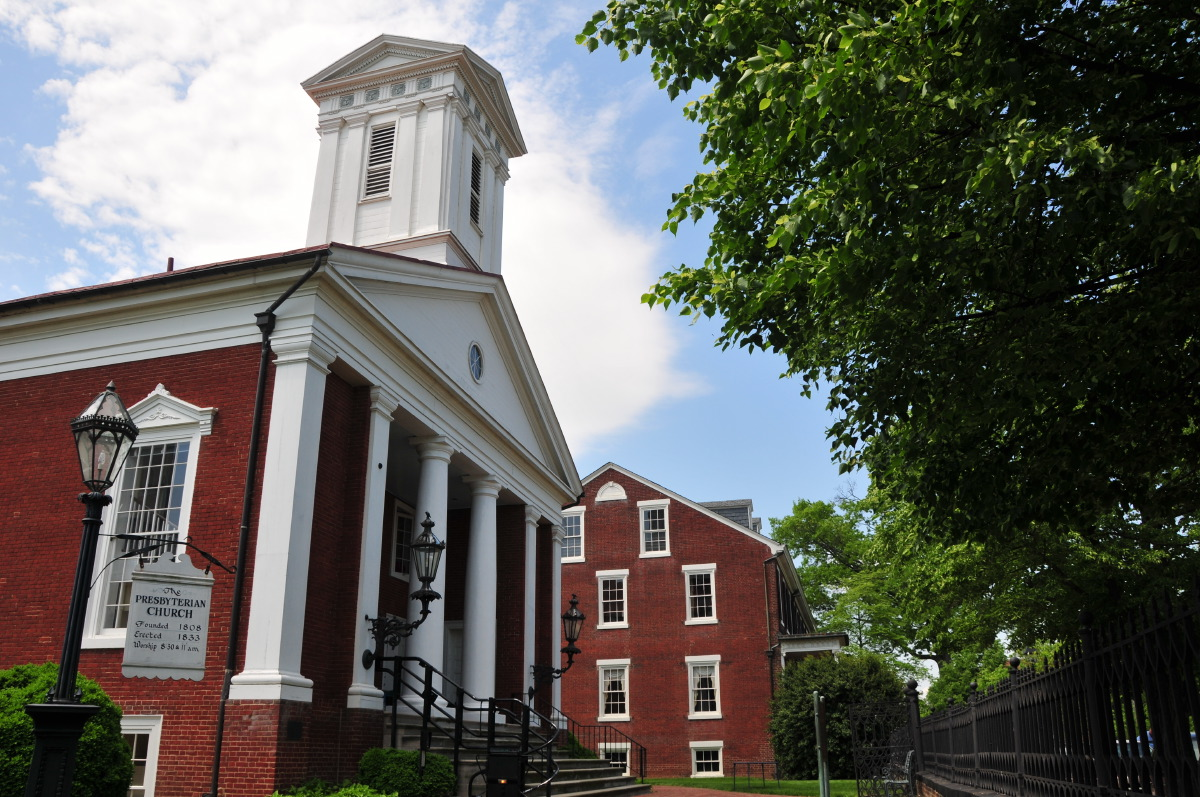
Église presbytérienne

- Église épiscopale St. George : construite dans la première moitié du XVIIIe siècle, reconstruite en 1815 et 1849.
- Alum Spring Park
- Université de Mary Washington
- United States National Slavery Museum
- Kenmore Plantation : maison de la sœur de George Washington, Betty
- Mary Washington House, maison de la mère de George Washington.
- Rising Sun Tavern (XVIIIe siècle)
- Boutique de l’apothicaire Hugh Mercer
- Palais de justice (courthouse) datant de 1852 et dessinée par James Renwick, à qui l’on doit aussi un bâtiment de la Smithsonian Institution à Washington et la cathédrale Saint-Patrick de New York
- Hôtel de ville et market house (1816), qui abrite aujourd’hui un musée d’histoire locale et un centre culturel.

Dans les environs de Fredericksburg :
- George Washington Birthplace National Monument
- Ferry Farm
- Maison de Gari Melchers à Falmouth
- Fredericksburg and Spotsylvania County Battlefields Memorial National Military Park

## Culture et médias
- Le power chord (littéralement « accord de puissance ») est un accord simple généralement pratiqué à la guitare et qui fut développé par Link Wray à Fredericksburg en 1958 pendant son improvisation de Rumble.
- The Free Lance–Star est le journal de Fredericksburg. Il est publié depuis 1885.

Les principales radios sont WJYJ, WFLS, WGRQ, WWUZ, WWVB, WBQB sur la bande FM et WFVA, WYSK sur AM. 

## Sports
- Fredericksburg Gunners – United Soccer Leagues Premier Development League (PDL), fondé en 2006
- University of Mary Washington Eagles (équipes universitaires)
- VHSL – Virginia High School League Sports

## Jumelages
- Fréjus (France)
- Princes Town (Ghana)